# Rudolf Auspitz

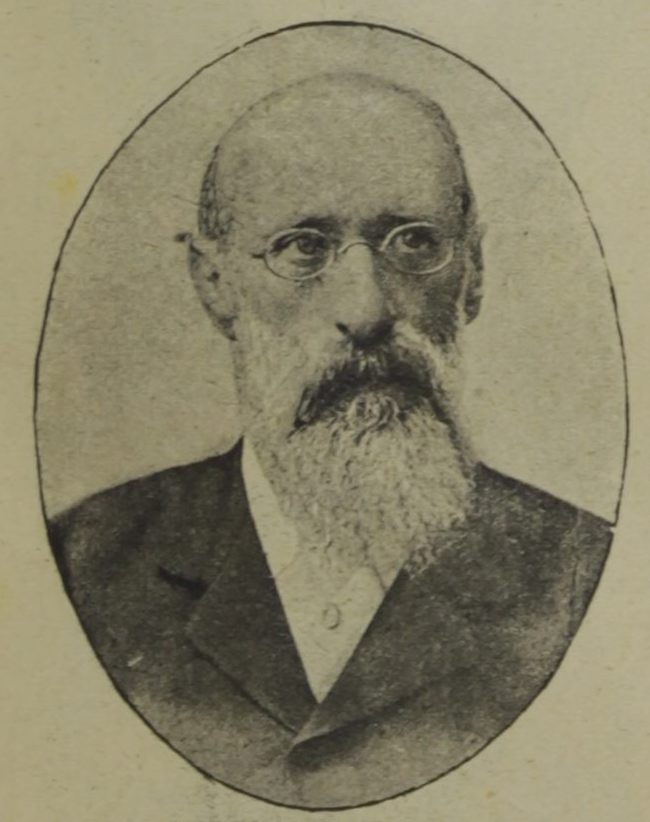
Rudolf Auspitz, um 1901

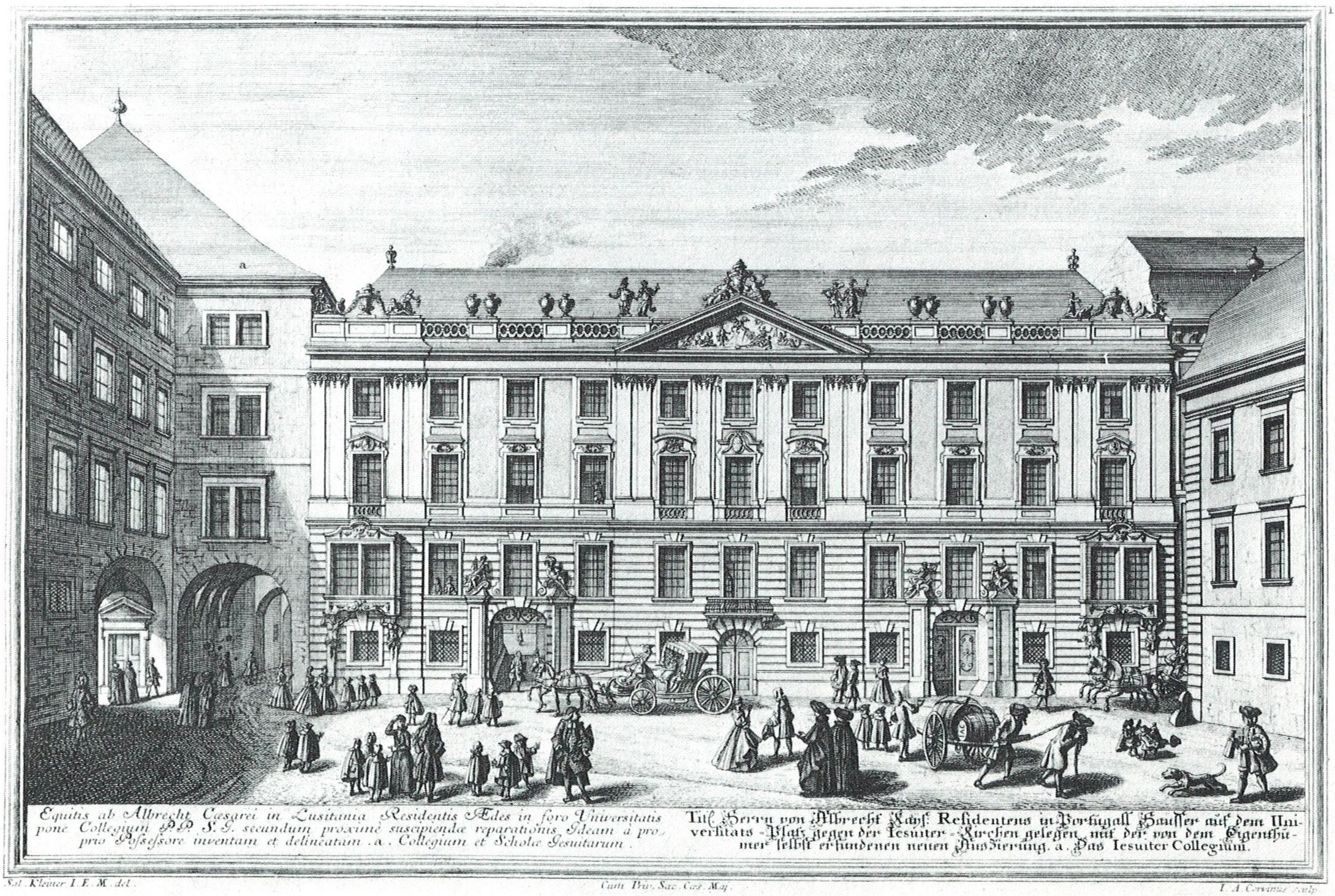
Palais Albrecht, Wohnsitz von Karl und Rudolf Auspitz in den Jahren 1853–1872

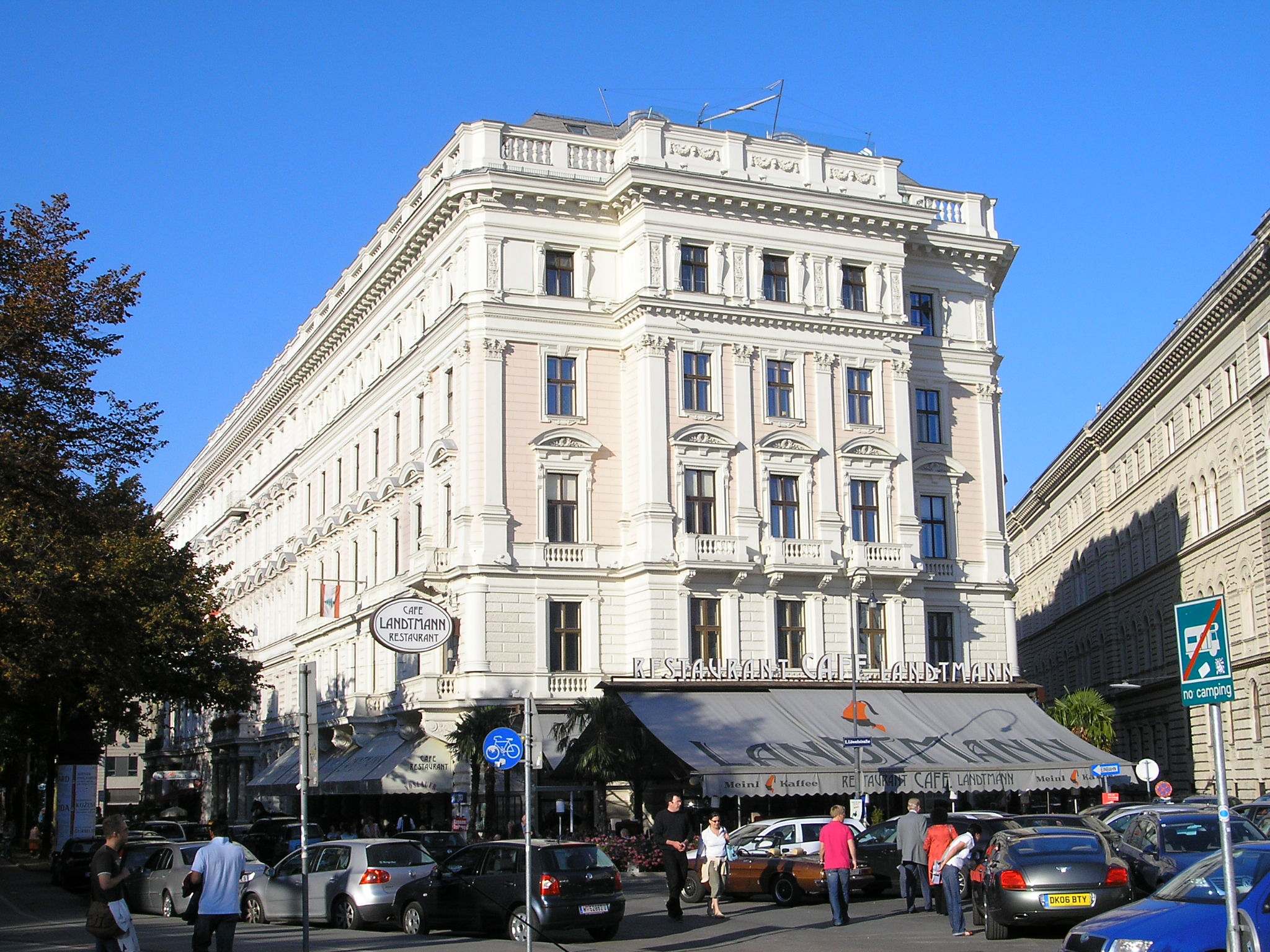
Palais Auspitz-Lieben, im Erdgeschoss befindet sich heute das Café Landtmann (Oppolzergasse 6 / Universitätsring 4)

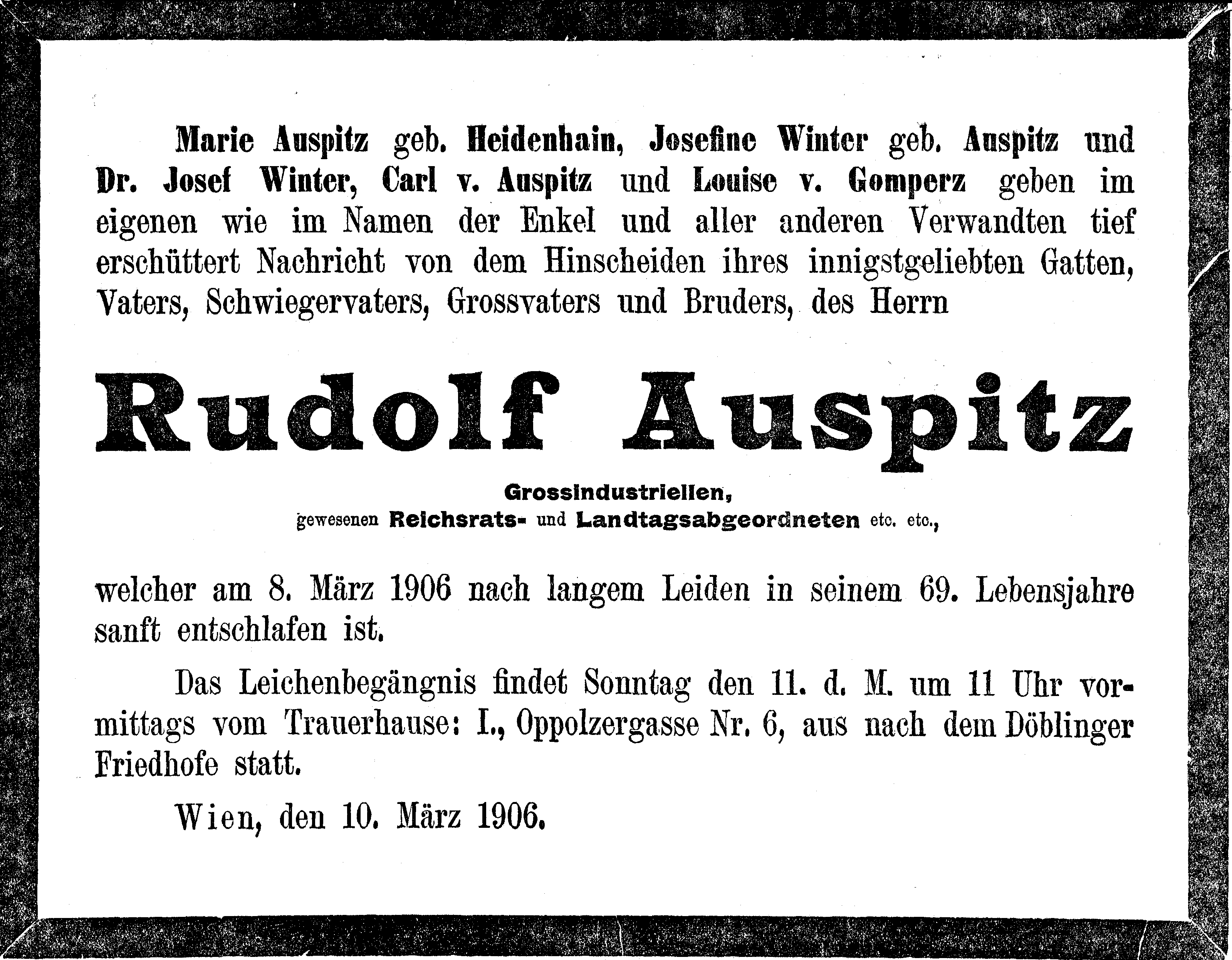
Neue Freie Presse Wien, Nr. 14923, 10. März 1906

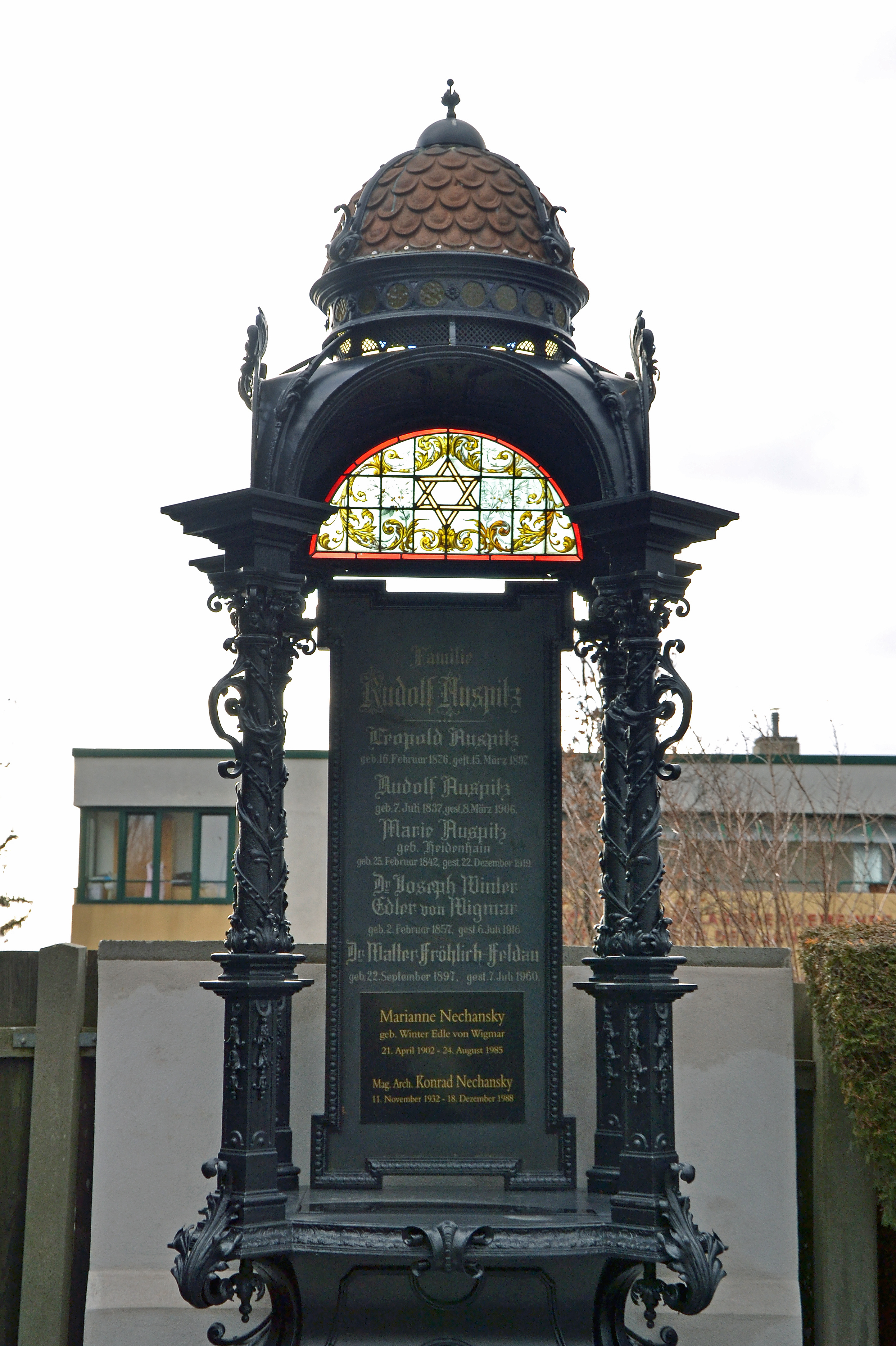
Familie Auspitz, Grab am Döblinger Friedhof

Rudolf Auspitz (* 7. Juli 1837 in Wien, Kaisertum Österreich; † 8. März 1906 ebenda) war ein österreichischer Industrieller, Nationalökonom, Politiker und Bankier.

## Leben
Der im Jahre 1837 als Sohn des jüdischen Bankiers Samuel Auspitz (1795–1867) und der Therese Lewinger (1800–1877) geborene Rudolf Auspitz besuchte in Wien das polytechnische Institut, später studierte er in Berlin und Paris Nationalökonomie und Naturwissenschaften, hier vor allem Chemie. Bereits mit 26 Jahren baute er eine Zuckerfabrik in Rohatetz  in Mähren, später eine zweite in Bisenz (Bzenec). Im Jahre 1871 wurde er in den mährischen Landtag gewählt, ab 1873 war er als liberaler Abgeordneter Mitglied des österreichischen Reichsrates. In Abgeordnetenkreisen nannte man ihn Lycurg von Rohatetz.
Nachdem er 1872 das Palais Albrecht an die k.k. privilegierte wechselseitige Brandschaden-Versicherungsanstalt verkauft hatte, erwarb er gemeinsam mit seinen Cousins und Cousinen Leopold, Adolf, Richard, Ida und Helene Lieben im Jahre 1874 das Palais Auspitz-Lieben in der Oppolzergasse 6 in Wien. Rudolf Auspitz Mutter Therese, und die Mutter seiner Cousins und Cousinen, Elise Lewinger (1809–1877), waren Geschwister. Das Haus wurde zum Stammhaus der beiden jüdischen Familien, Leopold und Anna Lieben übersiedelten 1888 aus dem Palais Todesco in den ersten Stock des Hauses, auch Rudolfs Tochter Josefine bezog 1896 als verheiratete Frau eine eigene Wohnung im Familiensitz.
Seine Ehefrau und Cousine Helene Lieben (1838–1896) war eine Schülerin des Malers Georg Decker (1818–1894). Sie porträtierte hoch begabt unter anderen Franz Grillparzer (1791–1872), mit dem sie bis zu dessen Tode in freundschaftlicher Verbindung stand.
Im Jahre 1879 erkrankte Helene an Depressionen. Wegen dieser Geisteskrankheit wurde sie in die psychiatrischen Klinik Préfargier nahe Neuenburg (Neuchâtel), Kanton Neuenburg in der Schweiz verbracht. Für ihre Tochter Josefine Rosalie Auspitz (1873–1943) und den erst dreijährigen Bruder kam eine Gouvernante, Marie Heidenhain († 1919) aus Dresden ins Haus. Nachdem die Ehe der Eltern am 28. März 1890 aufgelöst wurde, ehelichte Rudolf Auspitz nach dem Tod seiner Frau im Jahre 1896 diese Gouvernante, was zu schweren Zerwürfnissen mit seinem Schwager Franz Brentano, der mit Ida Lieben (1852–1894) verheiratet war, führte. Marie Heidenhain stammte aus einer ursprünglich jüdischen Familie, ihr Vater war jedoch konvertiert. Die Heidenhains waren in der väterlichen Stammlinie mit den Auspitz verwandt.
Zusammen mit seinem Schwager Richard Lieben, einem anerkannter Nationalökonom, leitete er das Bankhaus Auspitz, Lieben & Co., ihr Partner im 1842 gegründeten Bankhaus war der Bruder von Rudolf, Carl Auspitz (1824–1912). Richard und Rudolf schrieben ein Hauptwerk der mathematischen Schule der Nationalökonomie in Österreich: Untersuchungen über die Theorie des Preises, das ins Französische und nach dem Ersten Weltkrieg ins Japanische übersetzt wurde.
1899 war Auspitz Mitglied des Hausausschusses des Reichsrats zur Untersuchung der antisemitischen Bewegungen in Holleschau und Wsetin, Mähren. 1900 wurde er zum Sprecher des Komitees führender Wiener Juden gewählt, das beim österreichischen Ministerpräsidenten Ernst von Koerber gegen die antisemitischen Ausschreitungen in Österreich protestierte.
Nach seinem Tod wurde Rudolf Auspitz auf dem Döblinger Friedhof im 19. Wiener Gemeindebezirk in der Abteilung I1/G1/Gruft 13 in einem Ehrengrab bestattet.

## Schriften
- mit Richard Lieben: Untersuchungen über die Theorie des Preises. Duncker & Humblot, Leipzig 1889. Nachdruck Hohmann, Stuttgart 1996, ISBN 3-931620-02-6.
- mit Richard Lieben, Louis Suret: Recherches sur la théorie du prix. Giard, Paris 1914; Teil 1 archive.org und Teil 2archive.org.

## Stiftung
Zur Erinnerung an seinen verstorbenen Sohn Leopold (1877–1897) stiftete Rudolf Auspitz ab 1897 jährlich den Betrag von 400 Österreichischen Kronen, mit dem ein den Namen Leopold Auspitz tragender volkstümlicher physikalisch-chemischer Universitätskurs abgehalten werden sollte. In seinem Testament hinterließ er zur Sicherung des Kurses 20.000 Kronen.